# Lagocheirus unicolor
Lagocheirus unicolor är en skalbaggsart som beskrevs av Fisher 1947. Lagocheirus unicolor ingår i släktet Lagocheirus och familjen långhorningar. Inga underarter finns listade i Catalogue of Life.